# Fenella Woolgar
Fenella Woolgar, född 4 augusti 1969 i London, är en brittisk skådespelare. Woolgar har bland annat medverkat i Bright Young Things och Home fires.

## Filmografi i urval
- 2000 – Agatha Christie's Poirot (TV-serie)
- 2003 – Bright Young Things
- 2003 – Eroica (TV-film)
- 2004 – Vera Drake
- 2006 – Scoop
- 2007 – Jekyll (miniserie)
- 2008 – Doctor Who (TV-serie)
- 2008 – Hopplös och hatad av alla
- 2010 – Du kommer att möta en lång mörk främling
- 2010 – Agatha Christie's Poirot (TV-serie)
- 2014 – Mr. Turner
- 2015–2016 – Home fires (TV-serie)
- 2016 – Krig och fred (TV-serie)
- 2016 – Whisky Galore!
- 2017 – Hotell Halcyon (TV-serie)
- 2017 – Victoria & Abdul
- 2017 – Harlots (TV-serie)
- 2018 – Morden i Midsomer (TV-serie)
- 2018–2019 – Barnmorskan i East End (TV-serie)
- 2019 – Mr. Jones
- 2019 – Judy